# Georgijevskoje (Adygejsko)
Georgijevskoje je sídlo vesnického typu (selo) v Giaginském rajónu Adygejské republiky Ruské federace. Je součástí Sergijevského vesnického okresu.
Nachází se v jihovýchodní části Giaginského rajónu na obou březích řeky Suchaja Balka. Je vzdáleno 6 km jihovýchodně od centra vesnického okresu sídla Sergijevskoje, 39 km jihovýchodně od centra rajónu stanice Giaginskaja a 34 km severovýchodně od města Majkop.
Má pět ulicí: Vostočnaja, Nagornaja, Okťabrskaja, Severnaja a Stěpnaja.